# Сиреникский язык
Сиреникский язык — исчезнувший бесписьменный язык сиреникских эскимосов.
В ходе переписи населения в 2021 году двое жителей России указали, что они владеют сиреникским языком, но в действительности они не говорят на нём.

## Этимология названия
Название языка восходит к этнониму сиӷыныгмит. В конце XIX века русские этнографы называли сиреникский язык вутээнским языком, от чукотского названия племени сиреникцев и селения Сиреники.

## История
До начала XX века поселения сиреникцев располагались на южном побережье Чукотского полуострова между бухтами Провидения и Преображения в пунктах Сиӷыныӽ, Имтух, Кынлыӷаӽ, Асун, Нуналых. Численность говорящих на этом языке в начале XX в. была около 130 человек, в 1954 году на нём говорило около 30 человек, а к началу 1980-х гг. он практически исчез под воздействием чаплинского диалекта, на котором сейчас говорит большинство населения южной группы азиатских эскимосов. В 1988 году оставалось четыре носителя сиреникского языка, в 1997 году умерла последняя носительница языка — Валентина Выйе.
Полиглот Егор Антонов из Нижегородской области самостоятельно решил выучить сиреникский язык и является единственным (на 2019 год) в России носителем этого языка.
Генетически сиреникский язык относится к эскимосско-алеутской семье; по всей вероятности, он представляет собой последний сохранившийся осколок третьей ветви эскимосских языков, наряду с юпикской и инуитской. Он характеризуется значительным сходством синтаксиса и отчасти морфологической структуры с языками юпикской группы; вместе с тем, лексика и в какой-то степени фонетика включает значительное число отличающихся элементов.

Учебники языка эскимосов

Сиреникский язык бесписьменный. Первые сведения о нём относятся к концу XIX века. Единственное монографическое исследование сиреникского языка на уровне фонетики, морфологии и лексики было осуществлено в 1964 году.
В 2021 году в ходе всероссийской переписи населения два человека заявили, что владеют сиреникским языком. Специалисты Института языкознания РАН считают, что респонденты переписи указали исчезнуший язык в качестве родного или языка владения, хотя не разговаривают на нём, потому, что это язык их национальности.

## Лингвистическая характеристика

### Фонологические сведения
Состав гласных фонем: а, и, у, ы.
Состав согласных фонем: б, (ф), в, г, ӷ, й, (йъ), к, ӄ, л, лъ, м, н, (нъ), ӈ, п, з, с, ш, т, х, ӽ, ч, (ц), ʔ.
Ударение в двусложных словах падает преимущественно на первый слог: ӄу́лъва 'слеза', лъа́ӈа 'он', ма́ӄныӽ 'течение', ки́сыӽ 'камень'; в трёхсложных — преимущественно на второй: кугы́млъа 'волна', амту́ӷын 'много', ану́лъа 'рост', мара́му 'сюда'. В многосложных производных словах ударение располагается через слог, считая от первого ударного: аӈу́ӽтыӄы́ӽтыӽ 'растёт', лъаӈы́наӄу́лъы-га́ӷины́ӽтыӈ 'я остаюсь одна'; (модель ударения «2-4-6-8 и т. д. слог»; подавляющее большинство слов); а́ӷылмы́ӄысты́ӽтыӷа 'раскачивает что-либо' (модель ударения «1-3-5-7 и т. д. слог»; достаточно редка). Долгий гласный «сбивает» ритм ударения: аӈу́нлъаӽтыӄы́ӽтыга 'он его выращивает'.
Допустимые структуры слога: V, VC, CV, CVC, ср.: а-па 'дед', иг-лы́ӽ 'горло', и-вы́-лъа 'жила', ку́-цых 'река'. Язык не допускает стечения двух и более согласных в начале и конце слова. В середине слова такое стечение нормально: кумлыкцыӽ 'замороженный'.
В начальной позиции слова допустимы все гласные и согласные, кроме ӷ, н, ʔ, х, ӽ. В конечной позиции — только гласные (кроме ы) и согласные х, ӽ, й, а в косвенных формах — н, ӈ.
Велярный и увулярный х, ӽ в позиции перед звонкими согласными, сонантами и гласными дают соответственно г и ӷ: нахцых 'женщина' — нахцыгый 'женщины' — нахцыгни 'у женщины' — нахцыхкын 'по женщине'; йаӄыӽ 'рука' — йаӄыӷый 'руки' — йаӄыӷни 'на руках' — йаӄыӽӄын 'по рукам'.
Характерной особенностью сиреникского языка является тенденция к ы-образному произношению гласных а, у, и, ср.:
|                   | Чаплинский язык | Сиреникский язык | Значение   |
| ----------------- | --------------- | ---------------- | ---------- |
| в существительных |                 |                  |            |
| а ~ ы             | ыстук           | ситых            | 'ноготь'   |
| а ~ ы             | кымагнаӄ        | кымыгныӽ         | 'лёгкое'   |
| у ~ ы             | кутуӄ           | кутыӽ            | 'ключица'  |
| у ~ ы             | аӄуӄ            | аӄыӽ             | 'корень'   |
| и ~ ы             | увиныӄ          | увыныӽ           | 'тело'     |
| и ~ ы             | паник           | паных            | 'дочь'     |
| в глаголах        |                 |                  |            |
|                   | ӄыпӽаӷаӄуӄ      | ӄыпӽыӷытыӽтыӽ    | 'работает' |
| анаӄуӄ            | анцыӄыӽтыӽ      | 'выходит'        |            |

### Морфология
Сиреникский язык по морфологическому типу является агглютинативным с широко развившимся синтетизмом, как и другие эскимосско-алеутские языки.
Сиреникский язык имеет четко выраженную систему семантико-грамматических разрядов слов (частей речи), характеризующихся отличительными морфологическими признаками: имена существительные, имена качественные и относительные, местоимения, числительные, глаголы с причастиями и деепричастиями, наречия, частицы, союзы, междометия.
Имена существительные изменяются по числам (ед., мн.) падежам и имеют категорию притяжательности (принадлежность предмета лицу или другому предмету); местоимения — по числам и падежам; числительные — по падежам. Сиреникский язык отличается от всех других эскимосско-алеутских языков полным отсутствием двойственного числа, нет даже следов его присутствия когда-то. Показателем множественного числа имен и глаголов 3-го лица субъекта выступает суффикс -й, ср. йух 'человек' — йугый 'люди', ипӽыта 'гарпун' — ипӽытай 'гарпуны'; уцымыцыӄыӽтыӽ 'мастерит-он' — уцымыцыӄыӽтый 'мастерят-они' (ср. -т в чаплинском).
Падежей — семь: абсолютный, относительный, творительный, дательно-направительный, местный, продольный, сравнительный. Имена по числам изменяются только в формах абсолютного и относительного падежей; показатели косвенных падежей по числам не различаются (в отличие от других эскимосских языков и диалектов). Суффиксы дательно-направительного и местного падежей имеют усечённые формы: -ну/-у, -ни/-и (вместо общеэскимосских -мун/-нун, -ми/-ни). Отмечается фоно-структурное отличие в составе лично-притяжательных суффиксов. Показатели лица обладателя у имён в косвенных падежах ставятся между основой и падежным суффиксом. Общая парадигма склонения существительных в лично-притяжательной форме имеет 44 личных показателя, исключая совпадения. Кроме того, имеется 14 лично-возвратных форм имён, означающих принадлежность предмета 3-му лицу, являющемуся субъектом действия; ср. лъуни 'свой (его) дом', лъуӈа 'его (другого) дом'.
Имена качественные и относительные выполняют в языке атрибутивные функции и морфологически согласуются с определяемыми именами в падеже и числе.
Личных местоимений шесть,указательных — до 20. Имеются также другие разряды местоимений.
Глагол изменяется по лицам, числам, временам, наклонениям, переходности / непереходности, залогам, видам. Все глаголы изменяются по субъектному и субъектно-объектному типу спряжения. Суффиксальные показатели лица субъекта или субъекта и объекта в структуре глагольных основ являются обязательными. Безличных по форме глаголов в языке нет, безличные формы русского на сиреникский переводятся глаголом с комбианацией лиц 3 лицо субъекта + 3 лицо объекта, таким образом 'светает' превращается в 'оно его светит'. Глаголы образуются как от собственно глагольных, так и от именных основ, ср.: унӷаӽ 'приходить' — унӷаӽтыӄыӽтыӽ 'приходит он'; айвыӽ 'морж' — айвыӈымыцыӈ 'моржа добыл я'. Парадигма субъектного спряжения имеет шесть личных форм, субъектно-объектного — 28. Отмечается пять грамматических времен: настоящее, близкое прошедшее, прошедшее, близкое будущее, будущее. Наклонений — пять: изъявительное, повелительное, вопросительное, увещевательно-пожелательное и сослагательное. Формы всех наклонений образуются суффиксально. Деепричастия и причастия образуются особыми суффиксами и имеют специфические личные парадигмы. Деепричастия употребляются в функции зависимого предиката в сложном предложении. Причастия выполняют как функции независимого и зависимого предиката, так и именные атрибутивные функции.
Основным способом глагольного и именного словообразования выступает агглютинативная суффиксация. Основосложение в языке отсутствует. Ср.: нахцых 'женщина' > нахцыграӽ 'девушка'; мыӽ 'вода' > мыӽтаӽ 'вместилище для воды', мыӽтаӷисиӷаӽ 'коромысло'; ӄайыӽ 'завёртывать' > ӄайыӷйукцыӷыцыӷа 'завернуть должен он его', ӄайыӷитуӽтыӄыӽтыӷа 'завертывать идёт он его' и т. д.

### Синтаксис
Синтаксис сиреникского языка не разработан; однако есть основания считать, что его отличия от синтаксиса других азиатских эскимосских диалектов незначительны.
Простое предложение представлено двумя ведущими структурами: 1) предложениями абсолютной конструкции со сказуемым в виде глагола в субъектной форме, где подлежащее выражается именем в абсолютном падеже, а факультативное дополнение объектного значения — именем в творительном падеже, ср.: Ина ситыӷцаӷатыцыӄыӽтыӽ 'Ина катается', но Ина ситыӷцаӷитицыӄыӽтыӽ таӈаминыӈ 'Ина катает ребёнка-своего'; подлежащее и сказуемое согласуются в числе и лице; 2) предложениями эргативной конструкции со сказуемым в виде глагола в субъектно-объектной форме, где подлежащее выражено именем в относительном падеже, прямое дополнение — именем в абсолютном падеже, глагол согласован как с подлежащим, так и с дополнением, ср. Ылуам иӄылъыӽ аӈаӽӄыӷымыкыӈа 'Лиса рыбу перенесла-она-её в-нору-свою'.
Характерными типами сложных предложений для сиреникского языка выступают предложения с глаголами зависимого действия (деепричастиями) как с одним субъектом в главном и зависимом действии, так и с разными субъектами. Формы глаголов зависимого действия могут выражать разные значения: временные, причинные, уступительные, условные и др., ср. Пыгылъыгым аӷаӷылъыку мытыӽлых логыну, акылӷуӽтытыпынаӷын туӄысымыкыӈа 'Баклан, отнеся ворона на-припай, без-шума убил-его' (один субъект в главном и зависимом действии); Йугый кататуӷагйамыӈ лъуну, йахпылымылыӷыӽ нукылпигкыӷаӽ 'Люди когда-подошли-они (букв. 'подойдя-они') к-дому, спрятался мальчик' (разные субъекты в главном и зависимом действии); Иӈыйахтыкцыӷыйӄыгыма айвыӷаӷйуӷухтыки 'Стрелком-был-если-бы-я (букв. 'будучи-я'), моржа-добыли-бы-мы' (разные субъекты в главном и зависимом действиях, выраженных отымённым деепричастием и отымённым глаголом).

### Лексика
Генетически лексика сиреникского языка восходит к древнейшим слоям общеэскимосской лексики. Вместе с тем, значительное число слов заимствовано из чаплинского диалекта языка азиатских эскимосов. Кроме того, в сиреникском языке наличествует значительное количество заимствований из иносистемного чукотского языка, с которым сиреникский язык взаимодействовал в течение многих столетий. В составе лексики сиреникского языка отмечаются также слои (возможно субстратного характера), не восходящие к основам известных ныне языков и диалектов эскимосско-алеутской семьи и не принадлежащие к соседним языкам чукотско-камчатской семьи.